# هولي لو
هولي لو هي ممثلة كندية، ولدت في 28 يناير 1993.

## وصلات خارجية
- هولي لو على موقع IMDb (الإنجليزية)
- هولي لو على موقع قاعدة بيانات الفيلم (الإنجليزية)